# 1957 en Belgique
Chronologie de la Belgique
- 1953
- 1954
- 1955
- 1956
- 1957
- 1958
- 1959
- 1960
- 1961

Cette page recense des événements qui se sont produits durant l'année 1957 en Belgique.

## Chronologie
- 18 février : fondation du Secrétariat national de l'enseignement catholique (SNEC)[1].
- 14 juin : la durée du service militaire est fixée à 15 mois[2].

## Culture

### Architecture

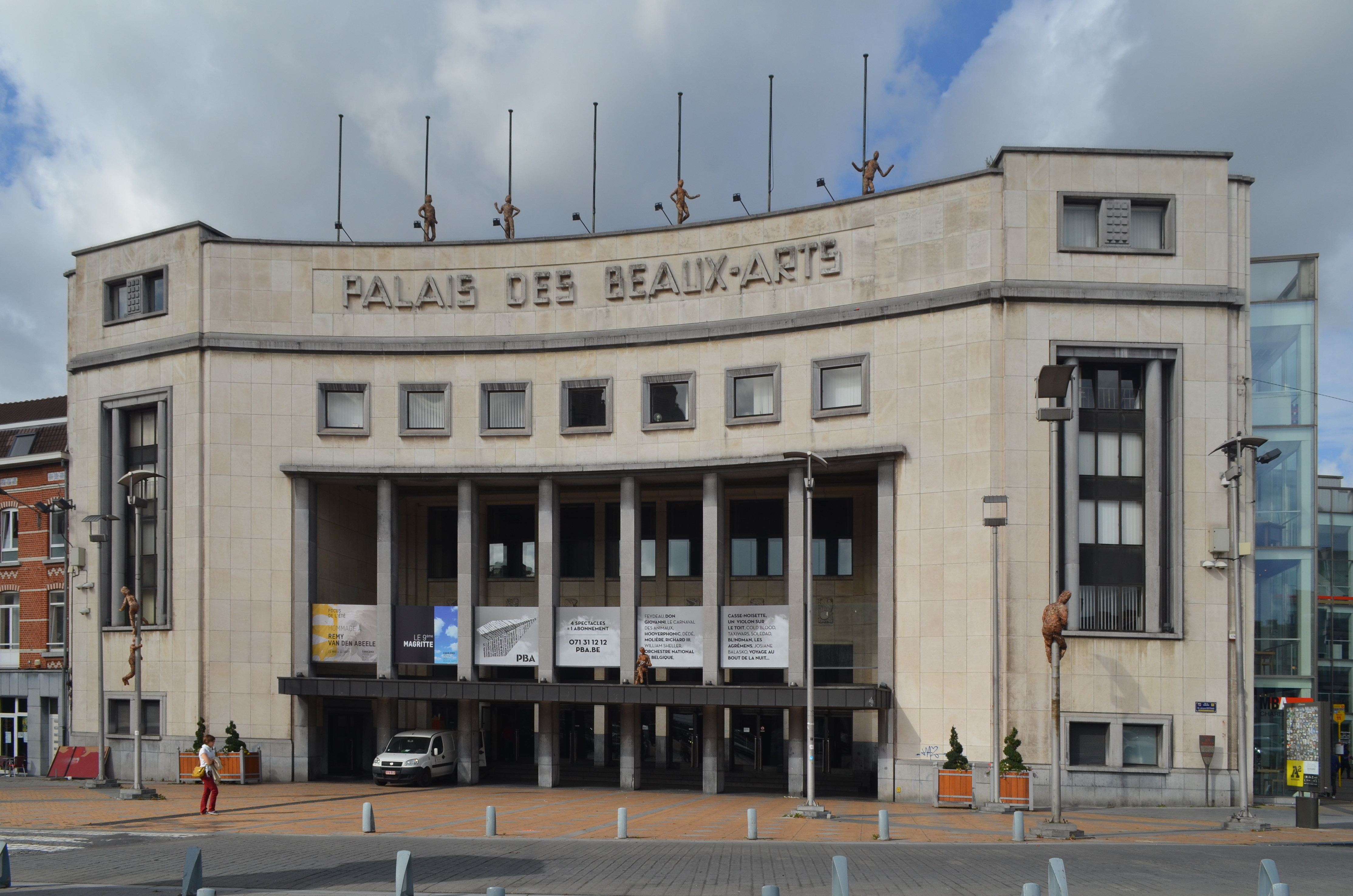
Palais des Beaux-Arts de Charleroi.

### Bande dessinée
- L'Énigme de l'Atlantide.
- Le Repaire de la murène.

### Littérature
- Prix Rossel : Edmond Kinds, Les Ornières de l'été.

## Sciences
- Prix Francqui : Lucien Massart (chimie organique, RUG).